# Pablo Silveira
Pablo Silveira, vollständiger Name Pablo Emmanuel Silveira de los Santos, (* 9. Januar 1994 in Rivera) ist ein uruguayischer Fußballspieler.

## Karriere
Der 1,85 Meter große Torhüter Silveira stand in den Spielzeiten 2012/13 und 2013/14 sowie in der Apertura 2014 im Kader des uruguayischen Erstligisten Montevideo Wanderers. Zu einem Einsatz in der Primera División gelangte er dort nicht. Jedoch saß er insbesondere in der letzten Halbserie seines Engagements regelmäßig als Ersatztorhüter bei den Erstligaspielen auf der Reservebank. Im Februar 2015 schloss er sich dem Zweitligisten Miramar Misiones an. Bei den Montevideanern absolvierte er in der Clausura 2015 neun Partien in der Segunda División. Mitte Oktober 2015 wechselte er innerhalb der Liga zum Canadian Soccer Club. In der Saison 2015/16 bestritt er acht Zweitligabegegnungen. Ende August 2016 schloss er sich dem Erstligaabsteiger Villa Teresa an. In der Saison 2016 kam er viermal in der Liga zum Einsatz.